# Sabacché
Sabacché är en ort i Mexiko.   Den ligger i kommunen Tixmehuac och delstaten Yucatán, i den östra delen av landet, 1 100 km öster om huvudstaden Mexico City. Sabacché ligger 26 meter över havet och antalet invånare är 636.
Terrängen runt Sabacché är mycket platt. Runt Sabacché är det glesbefolkat, med 11 invånare per kvadratkilometer. Närmaste större samhälle är Kinil, 11,0 km väster om Sabacché. I omgivningarna runt Sabacché växer i huvudsak städsegrön lövskog.